# Evergestis extimalis
Evergestis extimalis là một loài bướm đêm thuộc họ Crambidae. Loài này có ở Eurasia.
Sải cánh dài 27–31 mm. Con trưởng thành bay từ tháng 6 đến tháng 9 tùy theo địa điểm.
Ấu trùng ăn các loài Brassicaceae.

## Hình ảnh

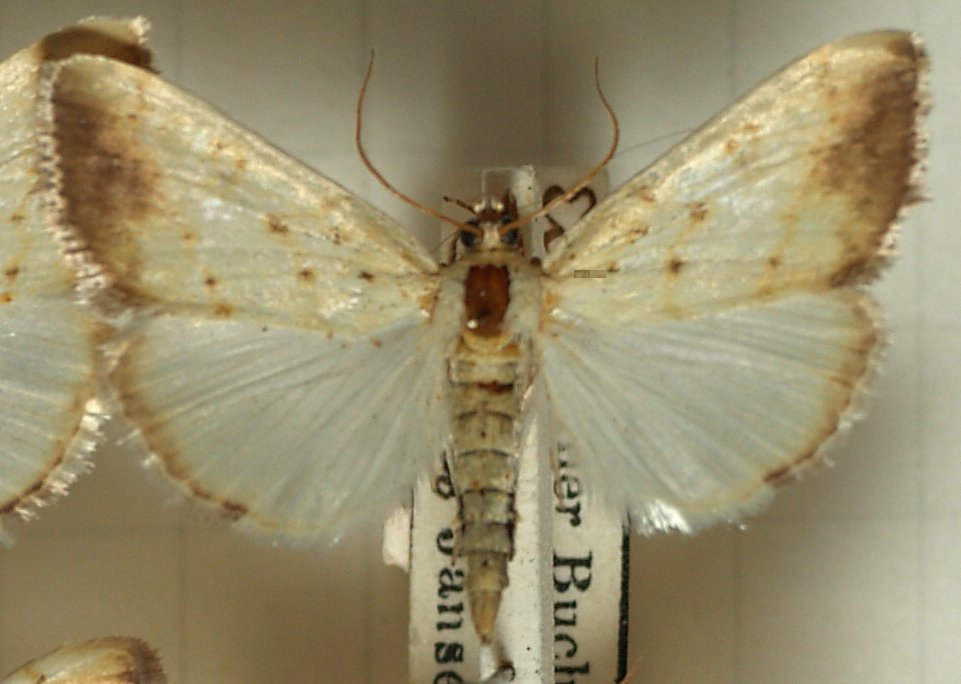
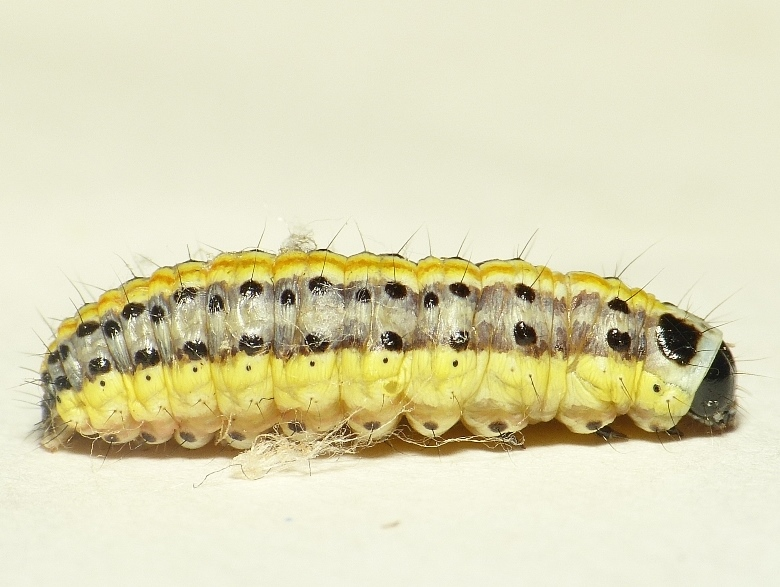